# Izba Muzealna Polskiego Radia w Katowicach
Izba Muzealna Polskiego Radia w Katowicach – muzeum działające przy rozgłośni Polskiego Radia Katowice w budynku przy ul. J. Ligonia 29 w Katowicach.
Izba muzealna została otwarta 27 lipca 2009 z okazji 130. rocznicy urodzin patrona katowickiej stacji Stanisława Ligonia. Z czasem, wobec powiększania się kolekcji, zaistniała potrzeba znalezienia nowego pomieszczenia dla placówki. Na potrzeby izby wyremontowano poddasze budynku, a jej ponowne otwarcie miało miejsce 8 maja 2014 roku. W uroczystości uczestniczyli m.in. Karol Lipowczan – współtwórca kolekcji i jeden z najstarszych katowickich radiowców oraz Jan Dworak – przewodniczący Krajowej Rady Radiofonii i Telewizji.
Eksponowane są przedmioty związane z historią katowickiej radiofonii: radioodbiorniki, magnetofony, mikrofony, miksery oraz inne wyposażenie studia radiowego, a także pamiątki po Stanisławie Ligoniu oraz katowickich radiowcach.